# 亚历克斯·埃尔姆斯利
亚历克斯·埃尔姆斯利（英語：Alex Elmsley；1929年3月2日—2006年1月8日；又译艾尔姆支雷、岩士利），蘇格蘭魔术师、计算机程序员，因发明以其命名的“艾尔姆支雷数牌法”（Elmsley Count）、创造出“数学纸牌戏法”（mathematical card tricks）以及用数学方法研究扑克牌洗牌而闻名。

## 生平
埃尔姆斯利于1946年开始练习魔术。此后入读剑桥大学，学习物理学和数学，在校期间曾任星印俱乐部秘书。日常工作方面，他曾是专利代理人，后成为计算机专家。除此之外，他还是一名业余纸牌魔术师和近景魔术师。1972年，埃尔姆斯利获得魔术艺术学院创意奖（Academy of Magical Arts Creative Fellowship）。
他创造了许多著名的魔术，如“四牌戏法”（The Four Card Trick）、“手掌之间”（Between Your Palms）、“出发之点”（Point Of Departure）和“方片切方片”（Diamond Cut Diamond）。
1975年，他曾短暂地在美国发表了广受好评的“炫目纸牌表演”（Dazzle Card Act）巡回演讲，演讲内容为一个魔术表演与手法详解。此次演讲的讲义以《牌艺》（Cardwork）为题发表。
他将“四牌戏法”中使用的特殊数牌手法命名为“幽灵数牌法”（Ghost Count），但后来常被称为“艾尔姆支雷数牌法”。